# Корж Віктор Федорович
Ко́рж Ві́ктор Фе́дорович (*15 квітня 1938, Бобринець Кіровоградської області — †31 жовтня 2014) — поет, літературознавець, член Спілки письменників України (з 1966 р.).

## Біографічні відомості
Після закінчення середньої школи (1956) працював токарем, потім кореспондентом у редакції газети. Закінчив Дніпропетровський державний університет (1962). Був літпрацівником у газеті, викладачем у технікумі. Завідував кафедрою української літератури Дніпропетровського національного університету, доцент. 3 1957 р. друкує вірші у газетах, журналах, колективних збірниках.

## Твори
Автор поетичних збірок «Борвій» (1966), «Закон пензля» (1967), «Зелені камертони» (1969), «Повернення в майбутнє» (1971), «Аметист» (1972), «Літочислення» (1976), «Очі доброї долі» (1978), «Корінь добра», «Твердиня» (1981), «Світ звичайних фантазій» (1984), «Осіннє чекання весни» (1987). Улюблені жанри Коржа — балада, притча, діалог, етюд. Критики відзначали філософічність та публіцистичність його лірики. У своїх віршах він намагається з'ясувати глибинну суть таких одвічних понять, як вірність, відповідальність, терпіння, самотність, пам'ять, осягнути неповторність особи та її зв'язки зі своїм родом, з народом, з усім людством, з природою. Подеколи його поезія не позбавлена іронії. Поетові притаманний моральний максималізм.
Перекладався польською, словацькою, англійською, німецькою, португальською та іншими мовами.

## Премії
Лауреат літературної премії ім. А. Малишка та дніпропетровської обласної комсомольської премії ім. Г. І. Петровського.
Лауреат премії ім. Т. Г. Шевченка.

## Нагороди
Нагороджений Почесною грамотою Президії Верховної Ради Білоруської РСР.